# Rockville (Maryland)
Rockville ist die viertgrößte Stadt im US-Bundesstaat Maryland, Vereinigte Staaten. Sie ist Verwaltungssitz (County Seat) des Montgomery County. 2010 zählte die Stadt mehr als 60.000 Einwohner. Das U.S. Census Bureau hat bei der Volkszählung 2020 eine Einwohnerzahl von 67.117 ermittelt. Die Stadt stellt eine principal city der Metropolregion Washington dar.
Die Stadt wurde 1717 gegründet und ist etwa 20 km von Washington D.C. entfernt. Das Computerspiel-Entwicklerunternehmen Bethesda Softworks hat hier den Hauptsitz. Des Weiteren hat die Gelehrtengesellschaft American Society for Biochemistry and Molecular Biology ihren Sitz hier.
2002 fand in Rockville der erste Indoor Pan American Cup im Hallenhockey statt.
Rockville ist über die Bahnhöfe Rockville Station und Twinbrook Station an das Liniennetz der Metro Washington angebunden. Der Bahnhof Rockville Station wird auch von den Gesellschaften Maryland Area Regional Commuter und Amtrak angefahren.
2017 belegte Rockville auf der Liste der multikulturellsten Kleinstädte der USA den vierten Platz. 83 Prozent der Wähler Rockvilles stimmten bei der Präsidentschaftswahl 2016 für Hillary Clinton.

## Partnerstädte
Die Stadt hat eine Partnerschaft mit Pinneberg in Schleswig-Holstein. Zwischen dem Rockville Volunteer Fire Department und der Freiwilligen Feuerwehr Pinneberg besteht seit mehr als 60 Jahren eine Partnerschaft mit regelmäßigen gegenseitigen Besuchen.

## Söhne und Töchter der Stadt
- Spike Jonze (* 1969), Film- und Musikvideo-Regisseur
- Elden Henson (* 1977), Schauspieler
- Father John Misty (* 1981), Rockmusiker
- Johannes Kiess (* 1985), deutscher Soziologe und Politikwissenschaftler
- Jack Conger (* 1994), Schwimmer